# La Palma del Condado
La Palma del Condado é um município da Espanha na província de Huelva, comunidade autónoma da Andaluzia, de área 61 km² com população de 10192 habitantes (2007) e densidade populacional de 162,62 hab/km².

## Demografia
| Variação demográfica do município entre 1991 e 2007 | Variação demográfica do município entre 1991 e 2007 | Variação demográfica do município entre 1991 e 2007 | Variação demográfica do município entre 1991 e 2007 | Variação demográfica do município entre 1991 e 2007 |
| --------------------------------------------------- | --------------------------------------------------- | --------------------------------------------------- | --------------------------------------------------- | --------------------------------------------------- |
| 1991                                                | 1996                                                | 2001                                                | 2004                                                | 2007                                                |
| 9429                                                | 9749                                                | 9658                                                | 9790                                                | 10192                                               |